# SS Volturno
El SS Volturno fue un transatlántico que se incendió y acabó hundido en el Atlántico Norte en octubre de 1913. En el momento del incendio era un buque de la Royal Line fletado a la Uranium Line. Tras emitir señales de socorro, once buques acudieron en su ayuda y, con mar gruesa y vientos huracanados, rescataron a 521 pasajeros y tripulantes. En total, 135 personas murieron en el siniestro, la mayoría mujeres y niños en botes salvavidas lanzados sin éxito antes de la llegada de los buques de rescate.

## Hundimiento

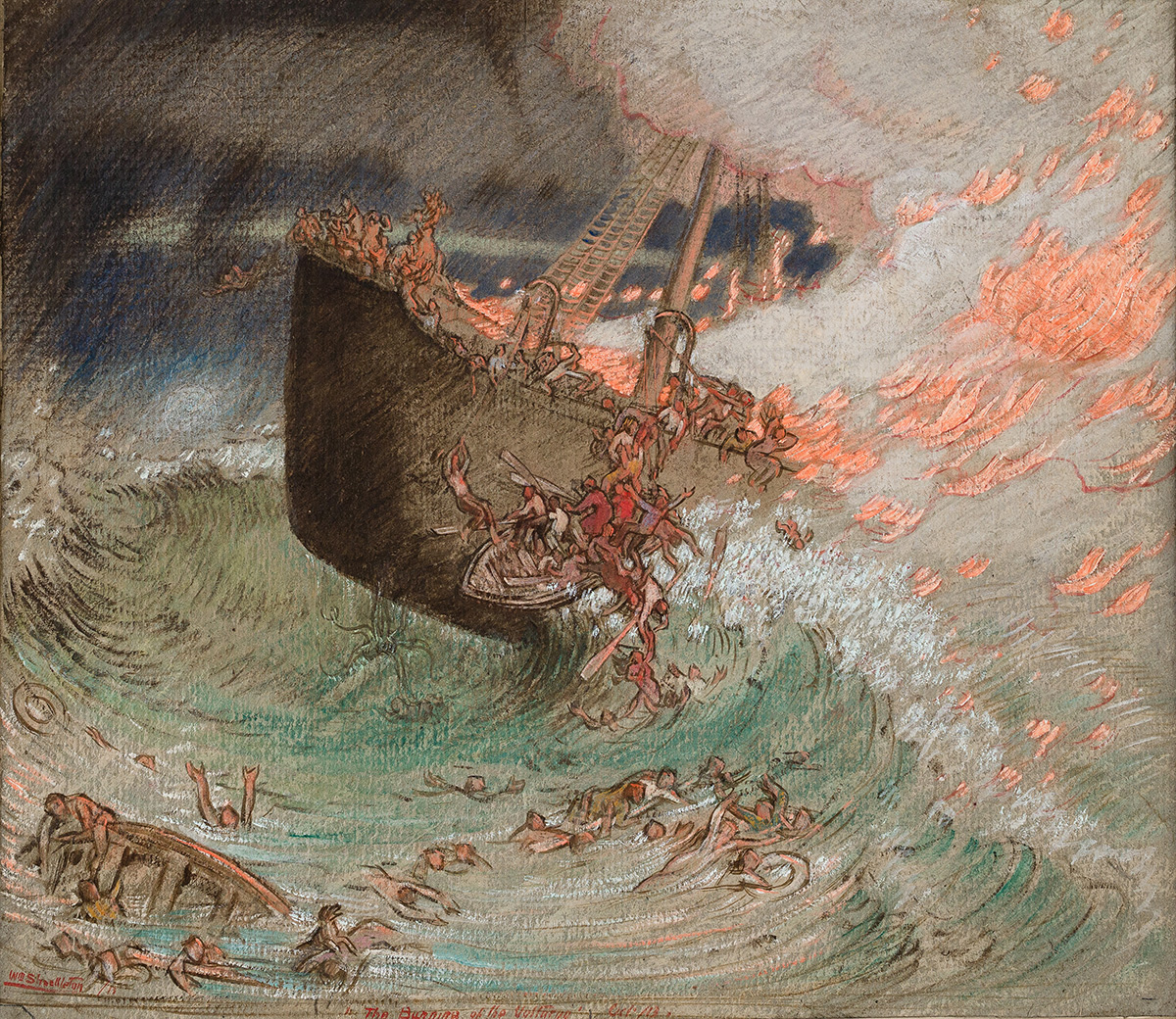
"La Quema del SS Volturno"; pintura sin fecha de William Shackleton.

El Volturno, en un viaje de Rotterdam a Nueva York, transportaba una carga mixta de pasajeros, en su mayoría inmigrantes, y productos químicos altamente inflamables. Sobre las 06:00 del 9 de octubre de 1913, se incendió durante un vendaval en el océano Atlántico Norte a 49°12′N 34°51′W. La bodega de carga de la parte delantera del buque quedó envuelta en llamas. Poco después, parte de la carga explotó.
El fuego se propagó a las carboneras del buque, cortando la alimentación de las bombas contraincendios. La tripulación luchó contra el fuego durante unas dos horas pero, al darse cuenta de la gravedad del incendio y de las limitadas opciones para apagarlo, el capitán Francis Inch envió un SOS por radio. Once barcos respondieron a la posición comunicada por el buque, llegando a lo largo del día y hasta el siguiente. Mientras tanto, se lanzaron varios botes salvavidas con mujeres y niños a bordo; todos volcaron o fueron aplastados por el casco del buque, por lo que no quedó nadie vivo de los primeros botes.
El capitán James Clayton Barr del RMS Carmania, el primer barco en llegar, tomó el mando de las tareas de rescate. Barr hizo que los otros nueve barcos formaran una «línea de batalla» y rodearan lentamente el barco en llamas. Durante toda la noche del 11 de octubre, el Carmania mantuvo uno de sus reflectores sobre el Volturno, mientras que otro barría el anillo de buques de rescate para ayudarles a evitar colisiones. Según un pasajero, a pesar de los esfuerzos del Carmania, dos de los buques, el transatlántico Kroonland de la Red Star Line y el vapor La Touraine de la French Line estuvieron a punto de colisionar, acercándose a una distancia de entre 5 y 6 metros. Un oficial del Kroonland refutó esta afirmación.
Los buques de rescate lanzaron botes salvavidas, pero el mar embravecido y la reticencia de los pasajeros del Volturno a saltar al agua helada dificultaron las labores de salvamento. A bordo del Volturno, la tripulación y algunos pasajeros varones, incapaces de extinguir el incendio, consiguieron al menos evitar que se propagara a las bodegas de carga de popa sobre las que se encontraban los demás pasajeros. Sin embargo, poco antes del amanecer se produjo una gran explosión, probablemente de las calderas. Los rescatadores pensaron que el buque, que no había estado en peligro inminente de hundirse, se iría a pique en cualquier momento.
A primera hora de la mañana del 11 de octubre, el petrolero Narragansett, uno de los once buques de rescate, encendió sus bombas y roció el mar con petróleo para ayudar a calmar la superficie. La combinación del petróleo y la disminución de la tormenta permitió lanzar muchos más botes salvavidas.
Una vez recuperados todos los botes salvavidas a las 09:00, los buques de rescate reanudaron su rumbo original. En total, 521 pasajeros y miembros de la tripulación fueron rescatados por diez de los once barcos. El número de muertos fue de 135, en su mayoría mujeres y niños de los primeros botes salvavidas lanzados.
En la noche del 17 de octubre, el petrolero holandés Charlois, que desconocía los sucesos de la semana anterior, se acercó al casco aún en llamas del Volturno. El Charlois bajó un bote que permaneció a la espera, intentando llamar a cualquier posible superviviente a bordo. Cuando amaneció el 18 de octubre, el capitán Schmidt vio la magnitud de los daños. Al ver que el Volturno era un peligro para los barcos que pasaban, ordenó que se abrieran las esclusas del Volturno, hundiéndolo.